# The Breeze the Breath
The Breeze The Breath är ett svenskt experimentellt emocore-band från Skellefteå. Bandet startades 2007 av medlemmar från skatepunk-bandet Last Summer, men genomgick ett antal medlemsbyten i ett initialt skede. Efter att ha spelat flitigt i Sverige under 00-talet har de hållit låg profil till förmån för andra musikprojekt, men är åter aktuella med en ny singel under våren 2018. Bandnamnet är taget från dikten Spirits Of The Dead av Edgar Allan Poe.

## Historia
Bandet startades av Fredrik Landström, Samuel Granlund, Tobias Glas, Johan Berggren och Gustav Kejving. Under en kort period var även sångaren Peter Jonasson med. 2007 skrev de kontrakt med skivbolaget A West Side Fabrication. Basisten Johan Berggren hoppade av efter en tid och ersattes av Robin Eriksson. De spelade in sitt debutalbum "Lieston" 2008 tillsammans med producenten Henrik Wiklund. Albumet fick betyget 5 av Zero Magazine. Close Up Magazine gjorde vid tiden för albumsläppet ett stort uppslag om bandet.
Efter releasen av "Lieston" gjorde bandet en Sverigeturné och besökte bl.a. Uppsala, Karlstad, Piteå, Hagfors och Sundsvall. Efter turnén gjorde de ett antal spelningar med gitarristen David Forsman istället för Tobias Glas, samtidigt tog de in en andra trummis vid namn Tyler Voelz. Vid ett senare skede ersattes gitarristen David Forsman av Johan Lindgren. När de hade spelat live en period började de planera för nästa album. De ville spinna vidare på den experimentella banan de inlett efter Last Summer, och påbörjade projektet Castle of Ceremonies, vilket var en rockopera. Medlemmarna flyttade dock till olika städer och projektet lades på is. Fredrik, Robin och Johan startade soul/jazz-bandet PATATA & Freddy King och Samuel fortsatte i folk-country-bandet Roads and Rivers. 
2017 återupptog de några av de inspelningar som de påbörjat efter Lieston-turnén och började arbeta med producenten Anthon Johansson (Black Bonzo, Gin Lady, Roads and Rivers, Djurparken). Under 2018 har de annonserat att de kommer att släppa ett antal singlar.

## Diskografi

### Album
- 2008 - Lieston

### Singlar
- 2007 - The Breeze The Breath
- 2008 - The False Message
- 2018 - Castle of Ceremonies

## Medlemmar
- Samuel Granlund - Sång
- Fredrik Landström - Gitarr
- Johan Lindgren - Gitarr
- Robin Eriksson - Bas
- Gustav Kejving - Trummor

### Tidigare medlemmar
- Johan Berggren - Bas
- David Forsman - Gitarr
- Peter Jonasson - Sång
- Tobias Glas - Gitarr
- Tyler Voelz - Trummor